# ベルリン＝フリードリヒ通り駅
ベルリン＝フリードリヒ通り駅(ドイツ語: Bahnhof Berlin Friedrichstraße)またはベルリン＝フリードリヒシュトラーセ駅はベルリン中心部のミッテ区にある鉄道駅。ベルリンを南北に走るフリードリヒ通りとシュプレー川と交差する地点の近くにある。なお単にフリードリヒ通り駅とも呼称される（Sバーン、Uバーン）。
冷戦中、東ベルリン側にあったこの駅は西側諸国からの長距離列車や、西ベルリンからのSバーンやUバーンが到着していたため、国境駅的存在として、よく知られていた。
高架部分からはレギオナルバーンやレギオナルエクスプレス、Sバーンの5号線、7号線、75号線が、またシュプレー川に沿った地下ホームからは1号線、2号線、25号線が発着する。また南北方向へ延びるフリードリヒ通りの地下には、Uバーンの6号線のホームが設けられている。

## 歴史

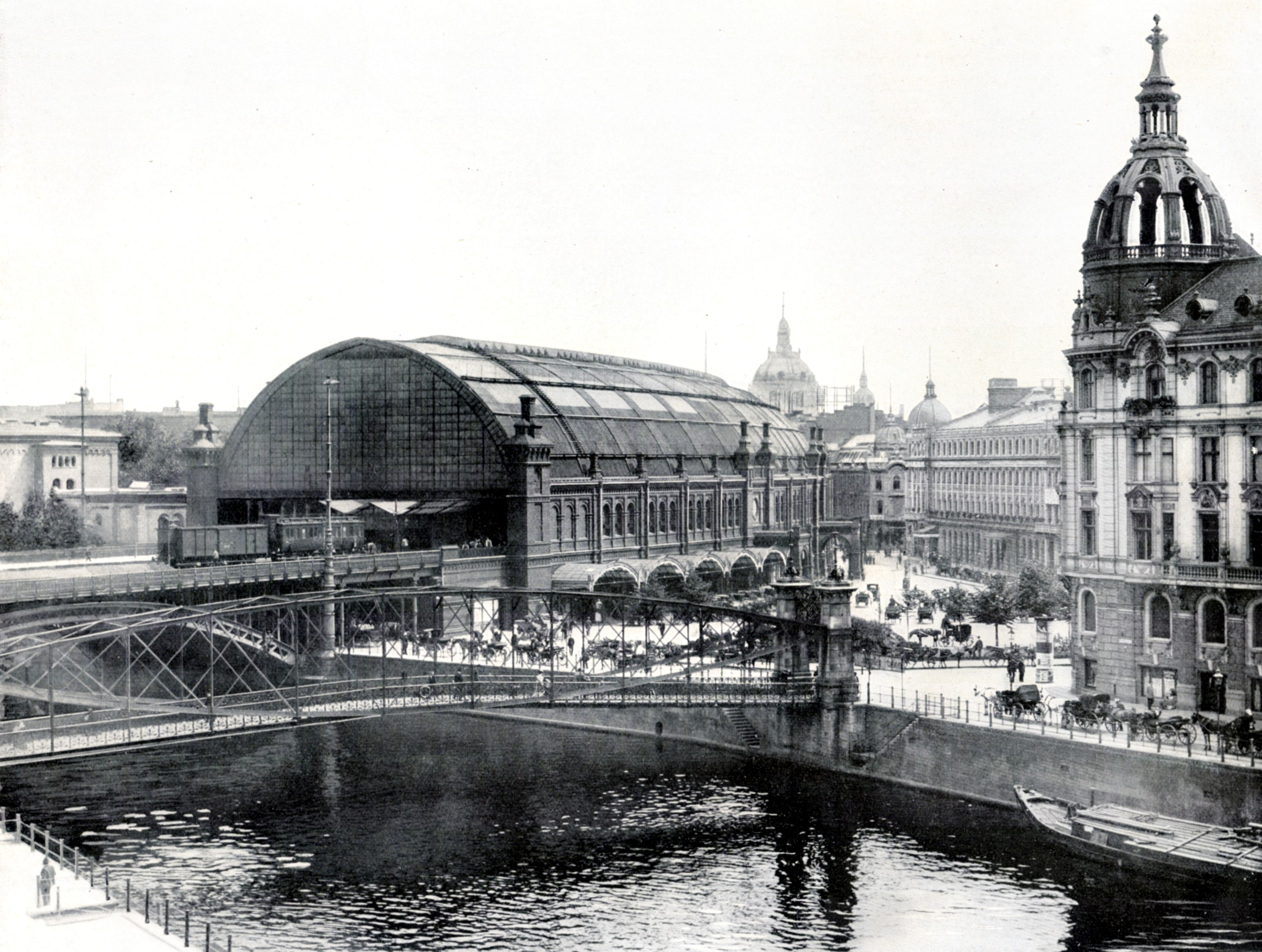
1900年のベルリン＝フリードリヒ通り駅

1882年2月7日、ベルリン市街線開通と同時に現在のSバーンが開業し、同年5月15日より長距離列車も運行を開始した。1914年に拡張計画が持ち上がり、1919年から1925年にかけて屋根が完成。1923年に現在のUバーン6号線と最初の地下通路が完成した。1936年にはベルリンオリンピックに合わせ、Sバーン南北トンネルの北半分が開業し、現在のS1, S2, S25が通る地下ホームが開業した。

## 駅周辺
- フンボルト大学ベルリン
- ベルリン国立歌劇場